# Mogholi jezik
Mogholi jezik (moghol, mogol, mogul, mongul; ISO 639-3: mhj), maleni gotovo nestali jezik mongolske etničke skupine Moghol koji se još govori u svega dva sela blizu Herata u Afganistanu, Kundur i Karez-i-Mulla.
Etnička populacija Moghola iznosi nekoliko tisuća, ali većina govori istočni farsi [prs] i sjevernopaštunski [pbu].
Jedini je predstavnik zapadnomongolske skupine mongolskih jezika.

## Vanjske poveznice
- Ethnologue (14th)
- Ethnologue (15th)
- The Mogholi Language  Arhivirana inačica izvorne stranice od 16. studenoga 2010. (Wayback Machine)
- The Mogholi Language